# أندرياس اولسون
أندرياس اولسون هو موسيقي سويدي، ولد في 17 فبراير 1978.

## وصلات خارجية
- أندرياس اولسون على موقع IMDb (الإنجليزية)
- أندرياس اولسون على موقع ميوزك برينز (الإنجليزية)
- أندرياس اولسون على موقع ديسكوغز (الإنجليزية)